# Талпа-Бисковень
Талпа-Бисковень, Талпа-Бисковені (рум. Talpa-Bâscoveni) — село у повіті Телеорман в Румунії. Входить до складу комуни Талпа.
Село розташоване на відстані 64 км на захід від Бухареста, 33 км на північ від Александрії, 120 км на схід від Крайови.

## Населення
За даними перепису населення 2002 року у селі проживали 563 особи, усі — румуни. Усі жителі села рідною мовою назвали румунську.